# Nílusi lúd

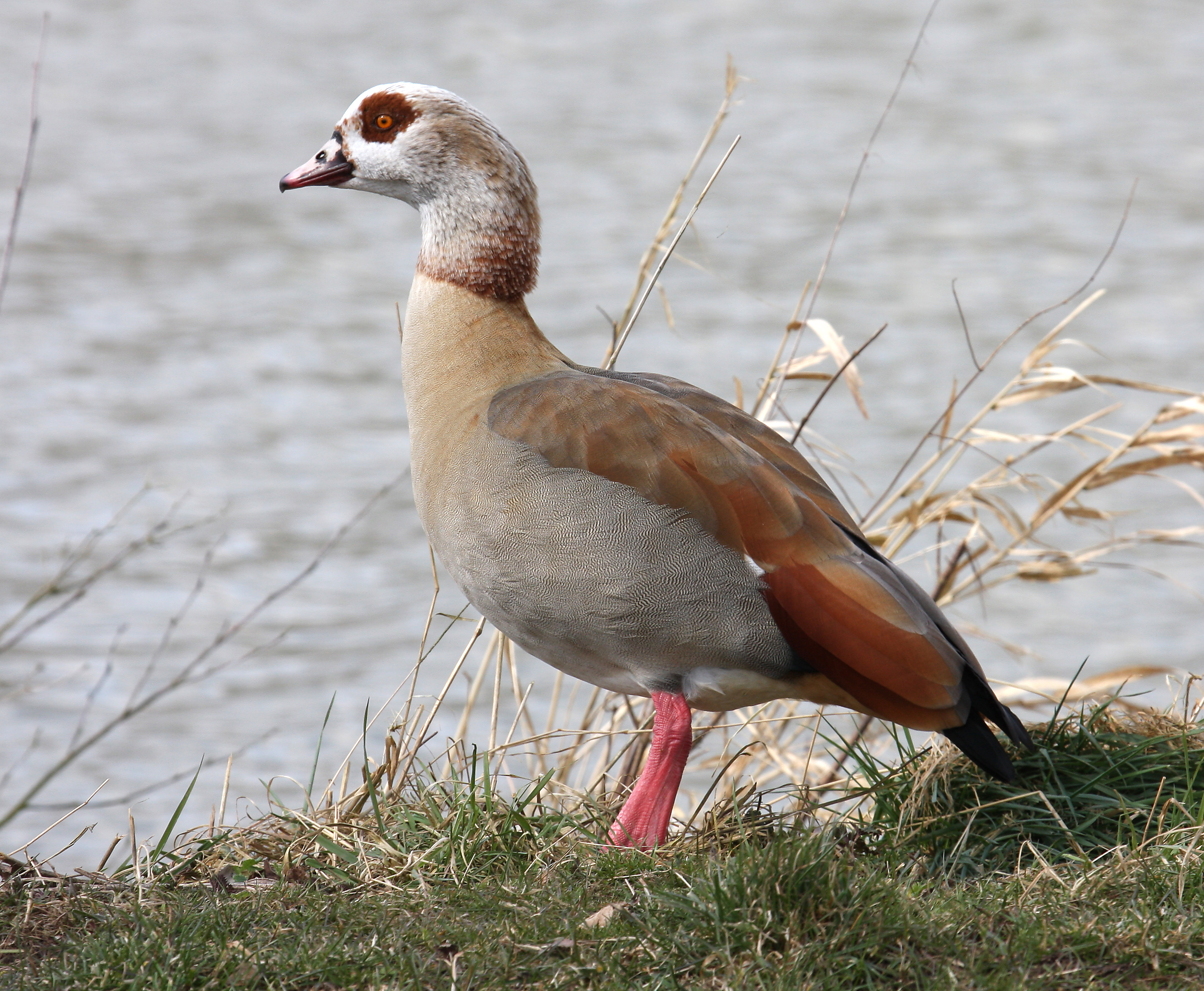

A nílusi lúd (Alopochen aegyptiaca) a lúdalakúak (Anseriformes) rendjébe, ezen belül a récefélék (Anatidae) családjába, azon belül a tarkalúdformák (Tadorninae) alcsaládjába tartozó faj.

## Előfordulása
Afrika java részén megtalálható, a sivatagos vidékek kivételével. Különösen Kelet- és Dél-Afrikában elterjedt.
A Nílus mentén, ahol egykor igen gyakori volt, ma már csak Felső-Egyiptomban fészkel.
Az esős évszakban Észak-Afrikáig, egészen Algériáig, Tunéziáig és a Nílus torkolatáig vándorol.
Már az ókori egyiptomiak is tartották házaiknál, mert hitükben fontos szerepet töltött be. 
Geb földisten megszemélyesítőjét látták benne, ezért halállal lakolt az, aki rá merte emelni a kezét.
Később megkezdődött e faj háziasítása és a vallás nézete is megváltozott róla, ekkor sokan fogyaszthatták a húsát, csak a tojását volt tilos elfogyasztani, mert annak alakja a Napra emlékeztetett.
Amikor a perzsák végleg elfoglalták Egyiptomot, a nílusi lúd háziasításának több száz éves folyamata végleg megszakadt.
Ma is népszerű mint díszmadár, pedig meglehetősen összeférhetetlen és nem is mondható túl színpompásnak.
Eredeti elterjedési területén kívül betelepítették az Egyesült Arab Emírségekba, Belgiumba, Hollandiába és az Egyesült Királyságba.
Európában, mint díszmadarat a 18. századtól tartották.
A 20. század elején kialakult egy kicsi, de stabil szabadon költő populációja Angliában.
A '70-es évektől jelent meg Hollandiában. Ezen madarak egy része az angol populációból származott, más részük a Hollandiában parkokban félvadon tartott madarak leszármazottja.
Azóta folyamatosan terjeszkedik. Jelenleg az európai populáció déli elterjedési területe a svájci-német határnál húzódik, de behatolt már Ausztria területére is.

## Megjelenése
Teljes hossza 63–73 centiméter, szárnyfesztávolsága 134–154 cm, tömege pedig 2000–2500 gramm. 
Viszonylag hosszú lábú madár, háta barna, hasa és mellkasa világosabb.
Feje halvány krémszínű, szeme körül, valamint a begyközépen szürkétől vörösesbarnáig terjedő színű folttal. Nyakán bozontos tollakat visel. Reptében hatalmas, fehér vállfoltjai feltűnőek. Fénylő zöld szárnytükre van.
Csőre és lába rózsaszín.
A nemek hasonlóak, a tojó valamennyivel kisebb a gúnárnál.
A hím hangja fojtott kiáltás, a tojóé hápogásszerű.

## Életmódja
A nílusi lúd szinte mindenhol elterjedt, ahol vízi élőhely áll a rendelkezésére.
Elsősorban a nagyobb állóvizeket kedveli.
A mezőkön leveleket, zöld növényi részeket legel, a szántóföldön is megjelenik, vetőmagokat és a sarjadó vetést eszi.
Ezért, főleg Dél-Afrika egyes vidékein, terméskárokat okoz.

## Szaporodása

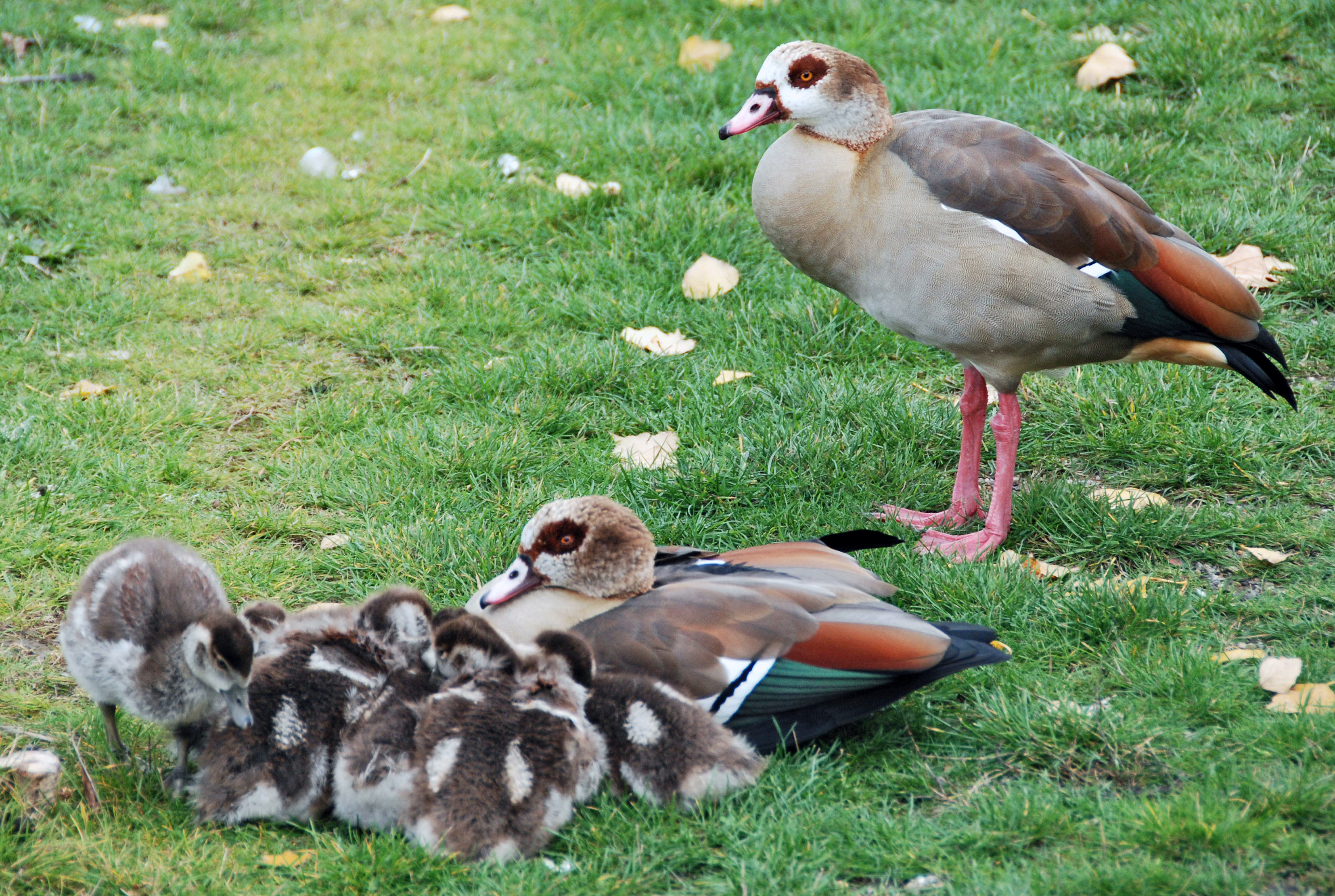
Nílusi lúd család

A költési időszak alatt különösen agresszív madarak, territóriumot foglalnak és onnan minden réceféle madarat elűznek.
A költési időszakban tanúsított agresszivitása más récék iránt is elősegíthette az európai populáció létrejöttét, mert a tenyésztők sokszor inkább szabadon engedték a madarakat, vagy ha azok maguktól megszöktek, akkor nem nagyon indultak a keresésükre.
Fészke magaslatokon, például sziklákon található.
Part menti növények között, sziklarepedésekben vagy faodvakban költenek, de előszeretettel foglalják el a méretüknek megfelelő mesterséges fészekodúkat is, melyeket nem nekik, hanem más, hasonló méretű fajoknak helyeznek ki az emberek.
5-11 tojását eltérő évszakokban rakja le, és csak a tojó költi ki őket. 
A fiókákat mindkét szülő kíséri, kb. 11 hetesen válnak röpképessé. 
A család azonban gyakran még hónapokig együtt marad.

## Kárpát-medencei előfordulása
Magyarország területén észlelték a fajt, az MME szerint főleg szökött madarakat lehet megfigyelni.

## Képek

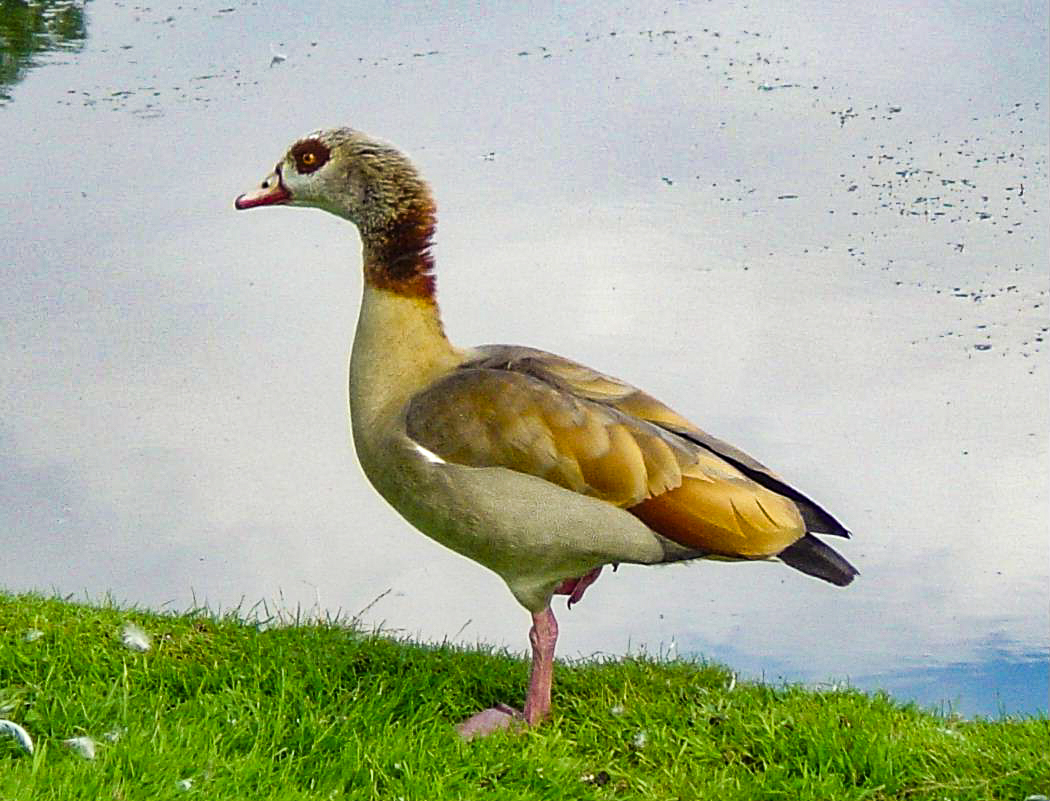
Nílusi lúd egy brüsszeli parkban
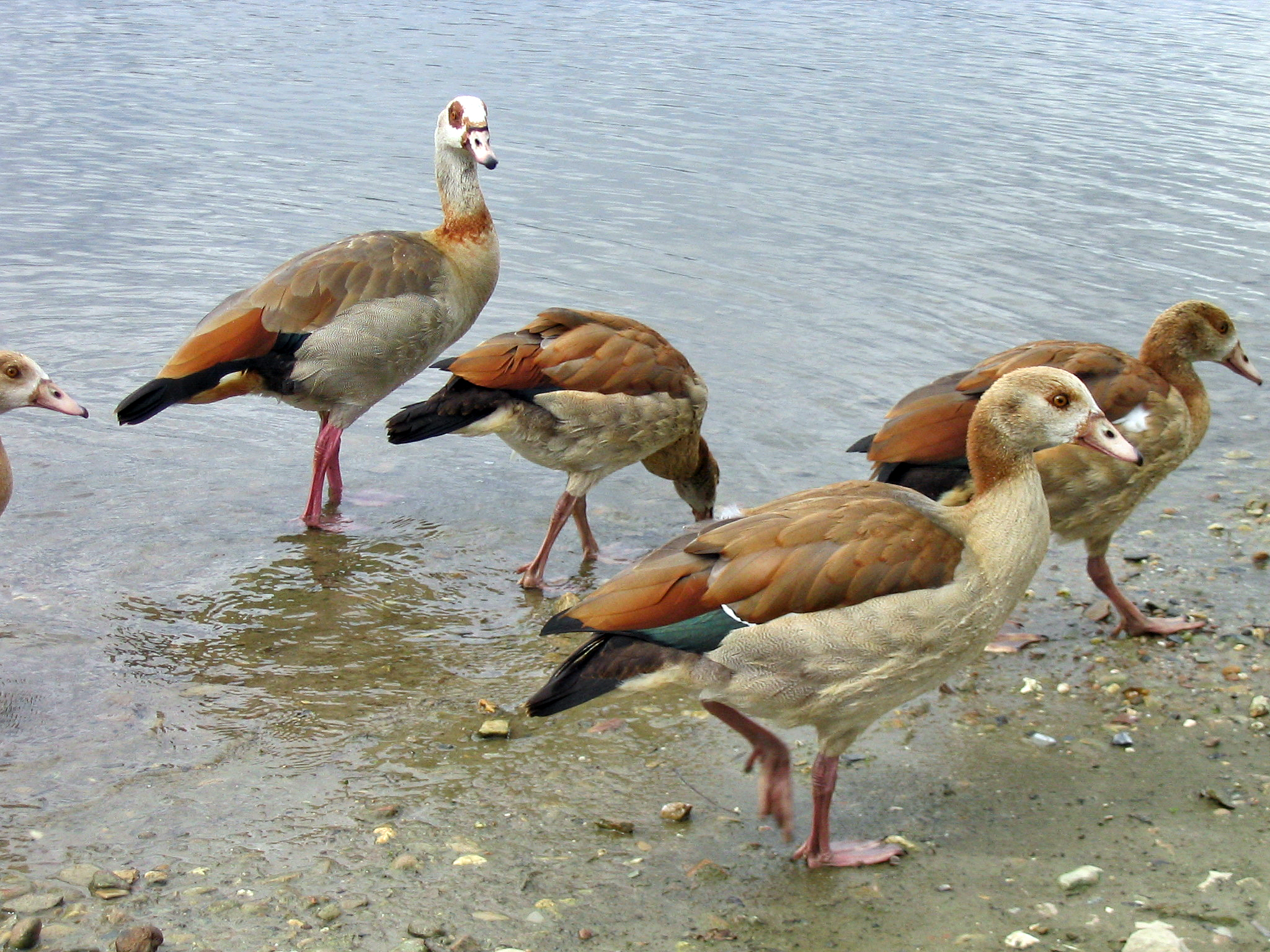
Nílusi lúd a Rajna partján
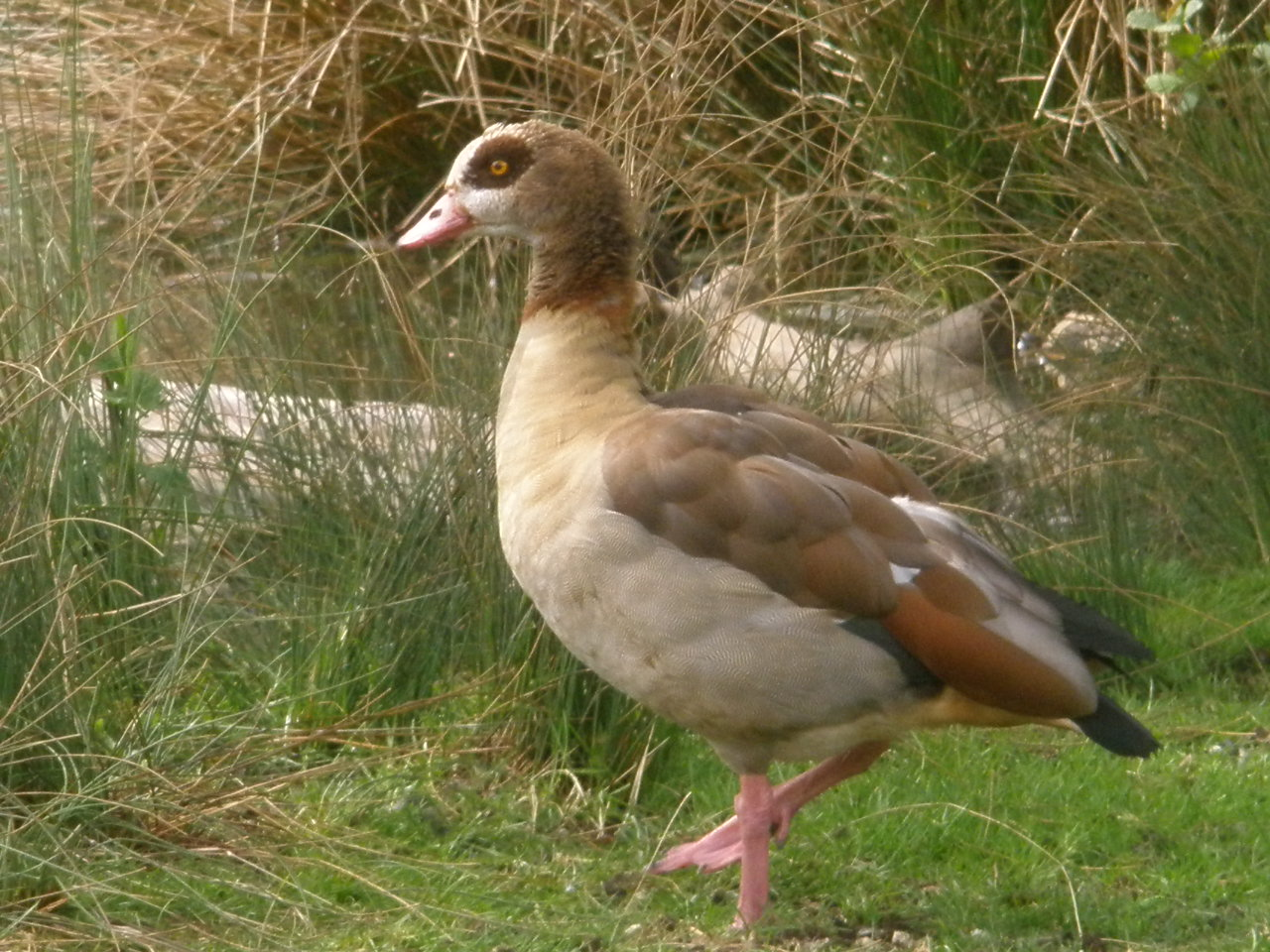
Nílusi lúd az angliai Richmond Parkban
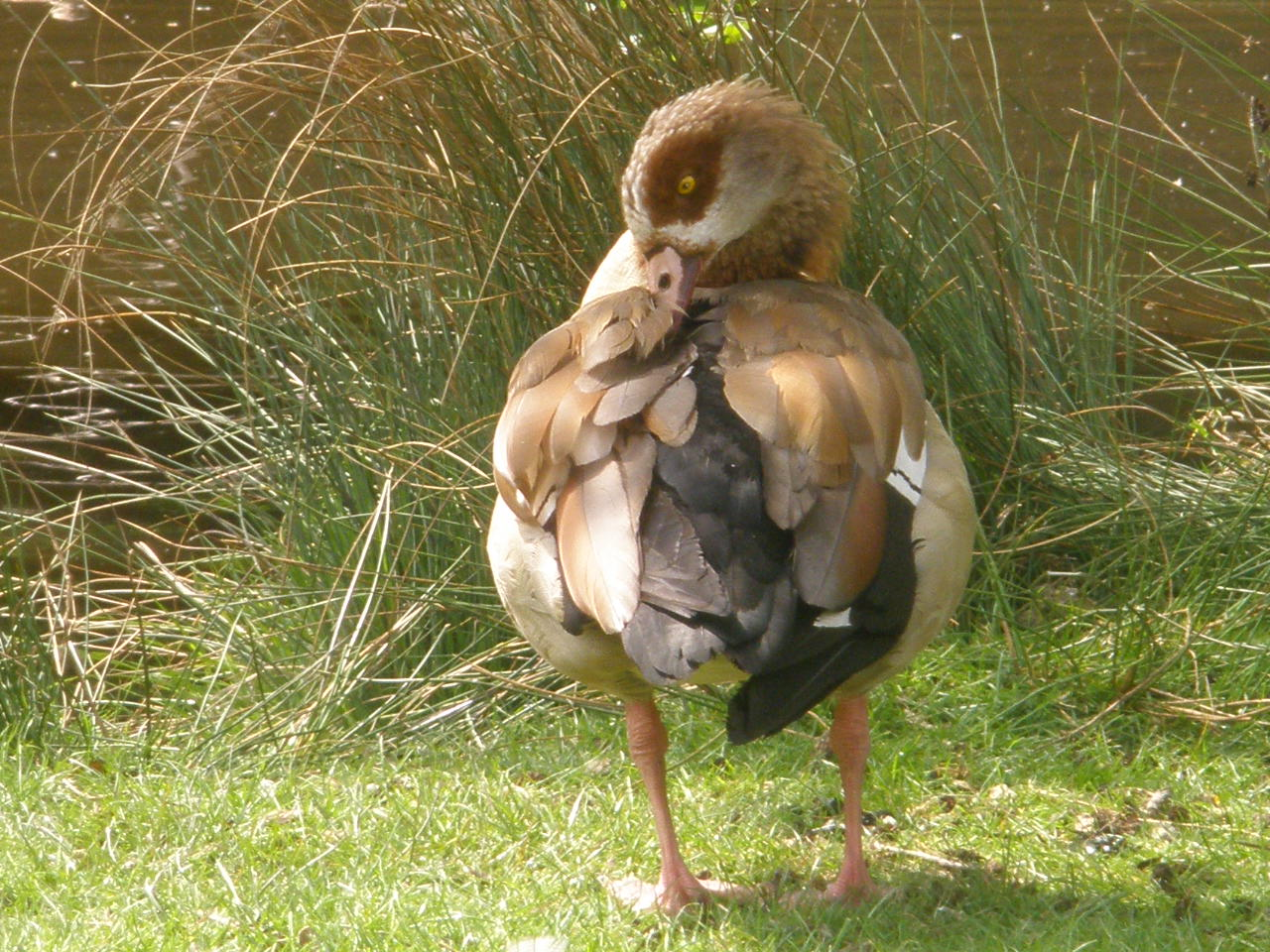
Tollászkodó nílusi lúd
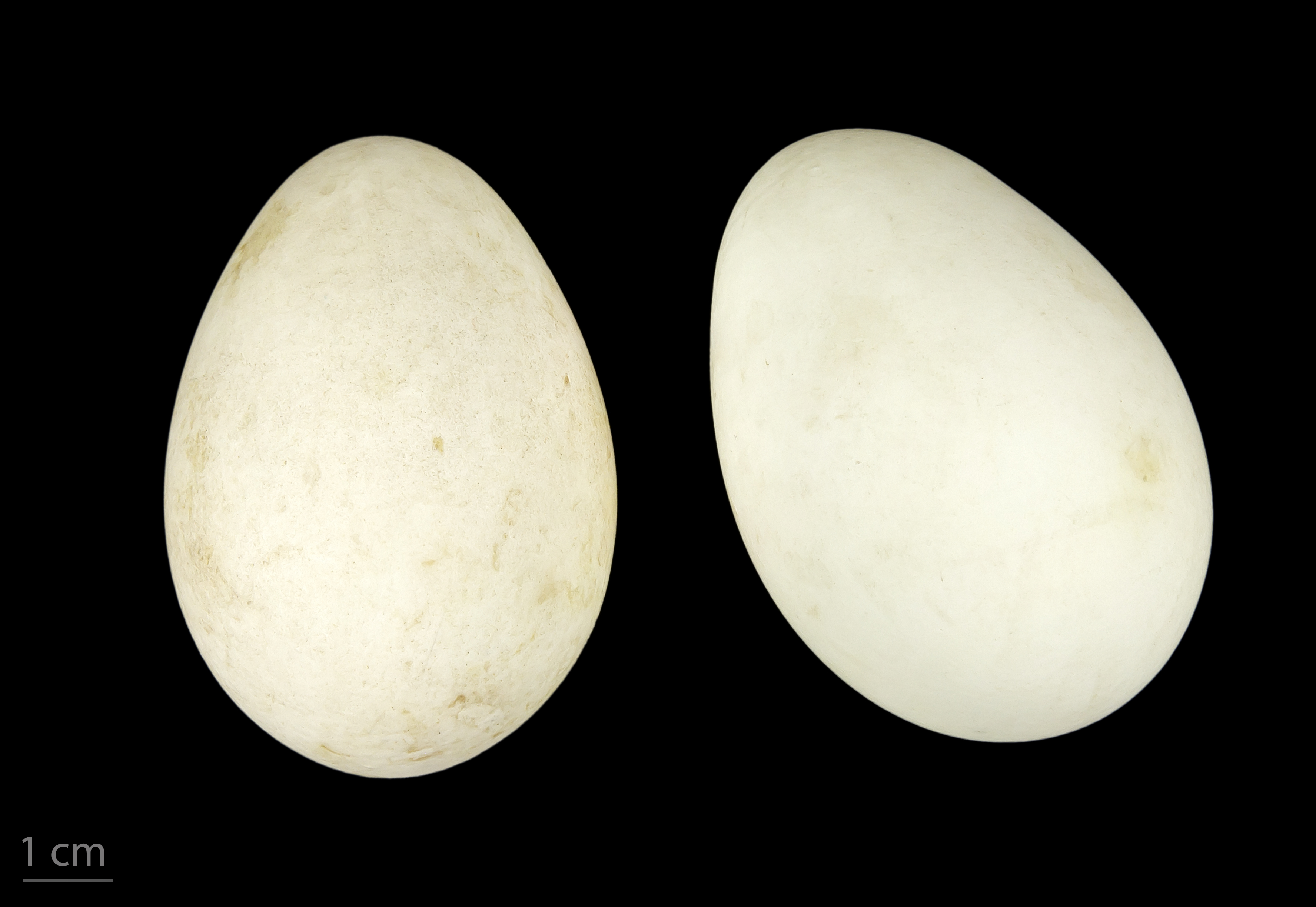
Nílusi lúd tojása